# FA Cup de 2019–20
A FA Cup de 2019–20 foi a 139ª edição do torneio de futebol mais antigo do mundo, tendo como campeão Arsenal, depois de vencer o  Chelsea. Organizado pela The Football Association, começou em 6 de setembro de 2019 com a rodada extra preliminar, finalizando no dia 1 de agosto de 2020.
Em 13 de março de 2020, foi acordado que a Copa da Inglaterra, assim como o resto do futebol profissional na Inglaterra, seriam suspensos devido à pandemia COVID-19 . Em 29 de maio de 2020, a FA anunciou planos para reiniciar a competição, com as quartas-de-final remarcadas provisoriamente para 28 e 29 de junho e a final em 1 de agosto. Todas as partidas restantes, incluindo a final, foram disputadas a portas fechadas. Em um esforço para "promover uma saúde mental boa e positiva para todos", de acordo com o príncipe William , o presidente da Associação de Futebol , a final da FA Cup 2020ficou conhecido como o "Heads Up FA Cup Final", com o "Heads Up" uma campanha para promover a saúde mental.

## Calendário
O calendário, bem como o prêmio monetário para vencedores e perdedores de cada rodada, compreende as seguintes datas e valores:
| Fase              | Rodada           | Data do sorteio     | Data da primeira partida | Clubes vencedores | Clubes perdedores |
| ----------------- | ---------------- | ------------------- | ------------------------ | ----------------- | ----------------- |
| Eliminatórias     | Extra preliminar | 12 de julho de 2019 | 10 de agosto de 2019     | £2,250            | £750              |
| Eliminatórias     | Preliminar       | 12 de julho de 2019 | 24 de agosto de 2019     | £2,890            | £960              |
| Eliminatórias     | Primeira         | TBA                 | 7 de setembro de 2019    | £4,500            | £1,500            |
| Eliminatórias     | Segunda          | TBA                 | 21 de setembro de 2019   | £6,750            | £2,250            |
| Eliminatórias     | Terceira         | TBA                 | 5 de outubro de 2019     | £11,250           | £3,750            |
| Eliminatórias     | Quarta           | TBA                 | 19 de outubro de 2019    | £18,750           | £6,250            |
| Torneio principal | Primeira         | TBA                 | 9 de novembro de 2019    | £36,000           | N/A               |
| Torneio principal | Segunda          | TBA                 | 30 de novembro de 2019   | £54,000           | N/A               |
| Torneio principal | Terceira         | TBA                 | 4 de janeiro de 2020     | £135,000          | N/A               |
| Torneio principal | Quarta           | TBA                 | 25 de janeiro de 2020    | £180,000          | N/A               |
| Torneio principal | Quinta           | TBA                 | 4 de março de 2020       | £360,000          | N/A               |
| Torneio principal | Quartas de final | TBA                 | 28 e 29 de junho de 2020 | £720,000          | N/A               |
| Torneio principal | Semifinais       | TBA                 | 18 e 19 de julho de 2020 | £1,800,000        | £900,000          |
| Torneio principal | Final            | TBA                 | 1 de agosto de 2020      | £3,600,000        | £1,800,000        |

## Distribuição de vagas por rodada
A lista de acessos para cada rodada das fases da competição, com os clubes restantes e envolvidos em cada etapa, possui a seguinte composição:
| Fase              | Rodada           | Clubes restantes | Clubes envolvidos | Vencedores da rodada anterior | Ligas que entram nessa rodada                                      |
| ----------------- | ---------------- | ---------------- | ----------------- | ----------------------------- | ------------------------------------------------------------------ |
| Eliminatórias     | Extra preliminar | 736              | 368               | N/A                           | 349 equipes das camadas 5 e 6 do NLS 19 equipes da camada 4 do NLS |
| Eliminatórias     | Preliminar       | 552              | 320               | 184                           | 120 equipes da camada 4 do NLS 16 equipes da camada 3 do NLS       |
| Eliminatórias     | Primeira         | 392              | 232               | 160                           | 72 equipes da camada 3 do NLS                                      |
| Eliminatórias     | Segunda          | 276              | 160               | 116                           | 44 equipes da camada 2 do NLS                                      |
| Eliminatórias     | Terceira         | 196              | 80                | 80                            | N/A                                                                |
| Eliminatórias     | Quarta           | 156              | 64                | 40                            | 24 equipes da National League                                      |
| Torneio principal | Primeira         | 124              | 80                | 32                            | 24 equipes da EFL League One 24 equipes da EFL League Two          |
| Torneio principal | Segunda          | 84               | 40                | 40                            | N/A                                                                |
| Torneio principal | Terceira         | 64               | 64                | 20                            | 20 equipes da Premier League 24 equipes da EFL Championship        |
| Torneio principal | Quarta           | 32               | 32                | 32                            | N/A                                                                |
| Torneio principal | Quinta           | 16               | 16                | 16                            | N/A                                                                |
| Torneio principal | Quartas de final | 8                | 8                 | 8                             | N/A                                                                |
| Torneio principal | Semifinais       | 4                | 4                 | 4                             | N/A                                                                |
| Torneio principal | Final            | 2                | 2                 | 2                             | N/A                                                                |

1. ↑  Haverá 19 equipes da camada 4 do National League System que não estão isentas da rodada preliminar e, em vez disso, entrarão na competição na rodada extra preliminar. Essas equipes são as 14 recém-promovidas da camada 5 e também as 5 da 4º camada menos classificadas, não rebaixadas, com base em seus pontos por jogo da temporada 2018-19.
2. ↑  Haverá 16 equipes da camada 3 do National League System que não estão isentas para a primeira rodada das eliminatórias e, em vez disso, ingressarão na competição na rodada preliminar. Essas equipes são as 12 recém-promovidas da camada 4 e também as 4 da 3º camada menos classificadas, não rebaixadas, com base em seus pontos por jogo da temporada 2018-19.

## Eliminatórias
Todas as equipes concorrentes que não são membros da Premier League ou da English Football League competirão nas eliminatórias para garantir um dos 32 lugares disponíveis no torneio principal. As eliminatórias começarão com a rodada extra preliminar em 10 de agosto de 2019, enquanto que a quarta e última rodada será disputada no final de semana de 19 de outubro de 2019.